# Orden Nacional de Quebec
La Orden nacional de Quebec —oficialmente l'Ordre national du Québec— es un honor civil de mérito otorgado por el gobierno de Quebec. Fue instaurada en 1984, cuando el Teniente Gobernador de dicha provincia, Jean-Pierre Côté, creó por medio de consentimiento real la Ley de la Orden Nacional de Quebec (originalmente  Loi sur l'Ordre national du Québec).